# Јован Цакић
Јован Цакић (Куманово, 1875 — Прилеп, 1918) био је српски учитељ, национални представник Срба у Османском царству, члан четничке организације у Старој Србији, данашњој Македонији, за време четничке акције почетком 20. века и учесник Балканских ратова и Првог светског рата.
Цакић је рођен у богатој породици. Отац Захарије био је трговац кожом, а уносни послови по Цариграду и Солуну су доносили веома добру зараду. Завршио је седморазредну српску гимназију у Скопљу и учитељску школу у Шапцу. Такође, боравио је и учио у Петрограду, а потом постао учитељ српске школе у Куманову.
Заједно са учитељем Антонијем Тодоровићем, Лазаром Божовићем и протом Атанасијем Петровићем Ташком формирао градски одбор српске четничке организације у Куманову током 1904. године. Тај одбор успостављен је у јесен 1904. године и имао је задатак да обавештава, снабдева и издржава српске чете у Кумановској кази Одбор у Куманову одржавао је тесне везе са одбором четничке организације у Врању (основана 1903. године). Састанци су се одржавали у манастиру Прохор Пчињски и ту су се договарале акције, као и пребацивање комита, посебно из прешевске казе, преко Козјака и њихов прихват у источном Повардарју. Када је комитет ВМРО-а убио српског проту Атанасија Петровића Ташка 14. 1. 1905. године, у Куманову је одбор српске организације решио да за освету убије егзархијског, односно бугарашког проту Александра, на дан четрдесетодневног помена Ташку. Убиство проте Александра је организовао кумановски одбор српске четничке организације у Куманову, међу којима је био и Цакић. То је био први пример освете српске организације за убиства Срба од стране ВМРО-а.
Лажни сведоци оптужили су Цакића као непосредног извршиоца убиства. На суђењу је био сведок један егзархијски свештеник који је чуо како су припуцале пушке, видео како је "пао прота Александар и како је Јован Цакић бежао, а капут све летео за њим". Суд је Јовану изрекао пет година робије. Из гомиле света изашла је његова мајка, потапшала га по рамену: "Ако, бре, синко, ти из апс ће излезеш, а тија од гроб не излагат". У Куршумли хану у Скопљу Цакић се нашао у истом затворском дворишту са Трајком Митевим и Илијом Левковим, вођaма кумановског одбора ВМРО-а који су осуђени за убиство проте Ташка, такође на основу лажног сведочења. Цакић је тада организовао пребијање Митева и Левкова. Поведена је истрага и Цакић је за казну бачен у најдубљу ћелију под земљом без светлости. Причврстили су га гвозденом алком око врата уз влажни зид. Сваке ноћи дизала се песма из његовог подземног лежишта. Српски конзулат је обавештен да је Цакић од злостављања полудео. Микица Ристић замолио је руског конзула Белајева и аустријског грофа Пару да оду у Куршумди-хан. У дубокој ћелији на светлости фењера видели су "лице искривљено, насмејано, развучено лудачки". На интервенцију српског конзула и чувара који су тврдили да је полудео, Цакић је враћен међу остале затворенике где се одмах излечио. У затвору је остао до 1908. када је након Хуријета амнестиран као и сви починиоци политичких убистава. Након Хуријета постао је посланик за Куманово и околину Прве скупштине Срба у Османском царству.
Након изласка са робије исплаћене су му све плате за трогодишњи период током кога је робијао. За тај новац купио је земљиште у Врањској Бањи и подигао Цакића вилу. Цакић се по изласку из скопског затвора вратио у Куманово, а вилу у Бањи је издавао гостима. У браку са супругом Софијом имао је три ћерке: Лепосаву, Правду и Веру.
Пред Први балкански рат дошао је у врањски крај где је организовао добровољачку чету са којом је ратовао у Македонији.
Командовао је одредом четника који је формиран у Врању и околини.
Учествује у Првом светском рату где заједно са српском војском прелази Албанију. Искрцао се на Крф где се оправио и са својом јединицом је пребачен на Солунски фронт. Током пробоја Солунског фронта оболео је од маларије те му је по заповести министра одобрено три месеца боловања на Крфу. Погинуо је након пробоја Солунског фронта услед несреће санитетског возила које га је превозило, на путу између Солуна и села Драгоманце. Сахрањен је на српском војничком гробљу у Прилепу. Ћерке Лепосава и Правда су помагале цркву у Врањској Бањи у чијем се нартексу и данас налази спомен плоча Јована и Софије Цакић.